# Hemirrhagus
Hemirrhagus es un género de arañas migalomorfas de la familia Theraphosidae. Son originarias de México.

## Especies
Según The World Spider Catalog 11.0:
- Hemirrhagus benzaa
- Hemirrhagus cervinus (Simon, 1891)
- Hemirrhagus chilango Pérez-Miles & Locht, 2003
- Hemirrhagus coztic Pérez-Miles & Locht, 2003
- Hemirrhagus elliotti (Gertsch, 1973)
- Hemirrhagus embolulatus
- Hemirrhagus eros Pérez-Miles & Locht, 2003
- Hemirrhagus gertschi Pérez-Miles & Locht, 2003
- Hemirrhagus grieta (Gertsch, 1982)
- Hemirrhagus mitchelli (Gertsch, 1982)
- Hemirrhagus nahuanus (Gertsch, 1982)
- Hemirrhagus ocellatus Pérez-Miles & Locht, 2003
- Hemirrhagus papalotl Pérez-Miles & Locht, 2003
- Hemirrhagus pernix (Ausserer, 1875)
- Hemirrhagus puebla (Gertsch, 1982)
- Hemirrhagus reddelli (Gertsch, 1973)
- Hemirrhagus stygius (Gertsch, 1971)